# Catherine Pierre
Pour les articles homonymes, voir Pierre.
Catherine Pierre-Andreazzoli, appelée Catherine Pierre au temps de sa carrière en compétition, née le 7 septembre 1957, est une judokate française. 

## Biographie
Elle débute le judo au club de Montfermeil à une époque où la pratique est encore très masculine et les femmes pas encore invitées à participer aux grands rassemblements mondiaux du judo. Elle fait partie d'une génération pionnière qui rendra ce sport bien plus mixte. Sous les couleurs du SDUS de Saint-Denis qu'elle rejoint en 1975, elle remportera six titres au cours des cinq premières éditions des Championnats d'Europe féminins de judo de 1975 à 1980 et elle monte sur le podium des premiers championnats du monde féminins de judo en 1980 aux États-Unis. Elle est avec Jocelyne Triadou et Céline Lebrun, la judokate française la plus titrée au niveau continental avec cinq titres européens. Entre 1975 et 1980, elle remporte sept titres de championne de France. Diminuée par une blessure contractée en Italie, elle quitte le haut niveau en 1982. Elle épouse son ancien entraîneur, Dante Andreazzoli. Si elle dispose du diplôme d’auxiliaire de puériculture, elle se tourne surtout vers l’enseignement du judo, toujours au sein du SDUS au dojo principal comme à la maison de quartier cité Floréal.
Directrice technique de la section judo du SDUS, elle est la quatrième française à entrer dans le grade de 8e dan,. En 2022, elle est faite chevalière dans l'Ordre de la Légion d'honneur

## Palmarès international
| Année | Compétition           | Lieu     | Résultat | Catégorie         |
| ----- | --------------------- | -------- | -------- | ----------------- |
| 1975  | Championnats d'Europe | Munich   | 1re      | Moins de 72 kg    |
| 1975  | Championnats d'Europe | Munich   | 1re      | Toutes catégories |
| 1976  | Championnats d'Europe | Vienne   | 1re      | Moins de 72 kg    |
| 1976  | Championnats d'Europe | Vienne   | 3e       | Toutes catégories |
| 1977  | Championnats d'Europe | Arlon    | 1re      | Moins de 72 kg    |
| 1977  | Championnats d'Europe | Arlon    | 3e       | Toutes catégories |
| 1978  | Championnats d'Europe | Cologne  | 2e       | Moins de 72 kg    |
| 1979  | Championnats d'Europe | Kerkrade | 2e       | Moins de 72 kg    |
| 1980  | Championnats d'Europe | Udine    | 1er      | Moins de 66 kg    |
| 1980  | Championnats du monde | New York | 3e       | Moins de 66 kg    |

- Grade: Ceinture blanche et rouge 8e dan[3].

## Décorations
- Chevalière de la Légion d'honneur (2022)[5].